# Tanvaldsko
Tanvaldsko je dobrovolný svazek obcí v okrese Jablonec nad Nisou. Jeho sídlem je Tanvald a jeho cílem je vzájemná spolupráce a koordinace činností v oblasti rozvoje regionu. Sdružuje celkem 12 obcí a byl založen v roce 2000.

## Obce sdružené v mikroregionu
- Albrechtice v Jizerských horách
- Desná
- Harrachov
- Jiřetín pod Bukovou
- Josefův Důl
- Kořenov
- Plavy
- Smržovka
- Tanvald
- Velké Hamry
- Zásada
- Zlatá Olešnice